# Loppa, Antarktis
Loppa är en bergstopp i Antarktis. Den ligger i Östantarktis. Norge gör anspråk på området. Toppen på Loppa är 2 395 meter över havet.
Terrängen runt Loppa är huvudsakligen platt, men norrut är den kuperad. Trakten är obefolkad. Det finns inga samhällen i närheten.